# حسن‌آباد (احمدی)
حسن‌آباد روستایی در دهستان کوه شاه بخش احمدی شهرستان حاجی‌آباد استان هرمزگان ایران است.

## جمعیت
بر پایه سرشماری عمومی نفوس و مسکن در سال ۱۳۹۵ جمعیت این روستا ۳۱۳ نفر (۹۰خانوار) بوده‌است.